# Napoleone I sul trono imperiale
Napoleone I sul trono imperiale (noto anche come Sua maestà l'imperatore dei francesi sul suo trono) è un dipinto (260×163 cm, olio su tela) del pittore francese Jean-Auguste-Dominique Ingres realizzato nel 1806. È esposto al Musée de l'Armée di Parigi.

## Storia
Concepito come opera di propaganda politica atta a celebrare l'omonimo imperatore francese, Il dipinto venne originariamente commissionato per la sede del Corpo legislativo. Quando venne esposto al Salon, ricevette giudizi pressoché negativi dai contemporanei, che lo considerarono "gotico", "barbaro" e non verosimile al soggetto ritratto. In seguito a queste accuse, il direttore del Louvre Vivant Denon fece ritirare l'opera dal Salon.
L'opera è stata molto rivalutata ed è una delle più durature raffiguranti Napoleone Bonaparte.

## Descrizione e stile
L'opera prende a modello di riferimento antiche stampe di re francesi e un'acquaforte raffigurante il dio Giove nell'opera in sette volumi Recueil d'antiquités égyptiennes, étrusques, grecques et romaines et gauleoises (1752-1767) di Anne-Claude-Philippe de Tubières. Un altro modello dell'opera sono le statue di divinità greche di Fidia (Athena Parthenos, Giove in trono) con le quali Napoleone condivide la posa ieratica e l'inespressività.
Napoleone è raffigurato al di sopra di  un trono monumentale mentre indossa una vestaglia da notte e una copertina rossa sul quale sono ricamate le api d'oro dei re merovingi. Al collo indossa la collana dell'Ordine della Legion d'Onore. La sua mano sinistra poggia sulla sua gamba mentre la destra regge lo scettro di Carlo V di Francia. Un secondo scettro, che termina con lo stemma della Mano della giustizia (antico scettro dei Re Franchi), è appoggiato al braccio sinistro dell'imperatore mentre una spada ispirata a Gioiosa, che appartenne a Carlo Magno, si confonde fra le decorazioni dorate del vestito. Sul capo, la corona d'alloro è un riferimento agli imperatori dell'antica Roma.
Al di sotto del trono vi è un tappeto raffigurante il simbolo imperiale dell'aquila e due fasce a destra e sinistra in cui compaiono dei tondi con i simboli dello zodiaco, fra cui la Bilancia simbolo di Giustizia e la Vergine rappresentata con una versione stilizzata della Madonna della Seggiola di Raffaello, il dipinto preferito da Ingres che compare citato anche in altre sue opere. Sullo sfondo si possono notare due stemmi del Regno d'Italia.
Il ritratto, austero e imponente, celebra Napoleone Bonaparte trasfigurandolo in un'entità quasi divina, come suggerito dalla monumentalità del soggetto.